# Petrosen
Petrosen (Société Pétrolière du Sénégal) est une compagnie de production pétrolière sénégalaise.

## Historique
La société, crée en mai 1981, applique la politique en matière de pétrole du gouvernement sénégalais,,. 
Le 28 octobre 2021, la première station service Petrosen ouvre à Diamniadio,. 
En avril 2022, la société annonce avoir lancé le forage de son premier puits de production dans le gisement gazier de Tortue,. 

## Données financières
L'état sénégalais possède 99 % des parts de l'entreprise et le ministère du pétrole et des énergies en assure la tutelle,.
L'entreprise détient 46 % de la Société africaine de raffinage.